# María de Hesse
La princesa María de Hesse-Darmstadt (Darmstadt, 24 de mayo de 1874-Darmstadt, 16 de noviembre de 1878) fue la hija menor de Luis IV, gran duque de Hesse y el Rin y de su esposa, la princesa Alicia del Reino Unido, segunda hija de la reina Victoria.
Murió de difteria con cuatro años de edad y fue enterrada junto a su madre, que murió unas semanas después de la misma enfermedad. Ella y su abuela Victoria compartían el mismo cumpleaños.

## Biografía
María tenía seis hermanos mayores, Victoria, Isabel, Irene, Ernesto, Frederico (que murió un año antes de su nacimiento debido a un ataque de la hemofilia) y Alejandra.
Era conocida como May por la familia. Su hermana Alejandra dos años mayor, era su constante compañera. Las dos chicas estaban vestidas de manera similar y compartían el cuarto. De acuerdo con informes de la época, María era la hija favorita de su madre.
María era descrita como una niña hermosa con largos cabellos negros y con hermosos ojos azul verdosos. Su sobrina, María Nikoláyevna se llegó a parecer en mucho a ella, hasta el punto que cuando la reina Victoria la vio por primera vez lloró, pensando que era su pequeña May. La reina Victoria escribió en su diario que su nieta más joven sería más hermosa que su hermana. Ella, quien era considerada la más hermosa de las hijas de la princesa Alicia, si María hubiera vivido más tiempo.

## Enfermedad y muerte
La tragedia golpeó a la familia en 1878. El día 5 de noviembre toda la familia estaba reunida en la sala de estar cuando su hermana mayor, Victoria, comenzó a sentir su garganta irritada. Victoria le dijo a su madre lo que sentía y pensó que su hija sufría de paperas, diciendo que sería "cómico" si todo el mundo se contagiaba. Esa noche, se sentía lo suficientemente bien como para leer Alicia en el país de las maravillas a sus hermanos menores mientras su madre estaba sentada en una silla próxima conversando con su amiga Katie Macbean que estaba supliendo a una dama de honor. María fue a la falda de su madre y le pidió otra rebanada de pastel. Las hermanas le pidieron a la señorita Macbean que tocara el piano para que pudieran bailar y fueran a dormir bien dispuestas.
A la mañana siguiente, Victoria fue diagnosticada con difteria y las tres de la mañana del 12 de noviembre el mismo le ocurrió a Alejandra de 6 años. La princesa Alicia ordenó que fuese llevado un inhalador de calor a la habitación de su segunda hija menor (que estaba gravemente enferma) para impedir que se asfixiara hasta la muerte. Unas horas más tarde, María, de 4 años, muy cerca de su hermana, huyó a su habitación, se acercó a su cama y le dio un beso. Esa tarde comenzó a sufrir los primeros síntomas de la enfermedad con fiebre alta y manchas blancas en la parte posterior de la garganta. Al día siguiente fue el turno de enfermarse su hermana Irene y el 14 de noviembre se le diagnosticó la enfermedad de su hermano Ernesto y su padre Luis. Alicia y los médicos se desdoblaron en los esfuerzos para tratar a toda la familia.
En la mañana del 16 de noviembre Maria murió asfixiada debido a la membrana que cubre la garganta. Alicia se sentó junto al cuerpo, la besó en la cara y las manos tratando de encontrar una forma de darle la noticia a su marido enfermo. Después de observar el cuerpo de su hija menor siendo llevado en un ataúd al mausoleo familiar.
Por varias semanas Alicia escondió la muerte de María a sus hermanos, que a menudo le preguntaron por ella y trataban de enviarle juguetes. La noticia fue solamente anunciada a principios de diciembre con gran pesar principalmente de Alejandra y Ernesto, de 10 años de edad en ese momento, que eran los más cercanos a la hermana menor. Ernesto se negó a creer y tuvo un ataque de llanto que fue calmado por su madre, que lo abrazó y lo besó, a pesar de conocer el riesgo de infección.
El 7 de diciembre Alicia reconoció los síntomas tempranos de la enfermedad y también moriría una semana después. La princesa fue enterrada al lado de su hija menor y fue construida una estatua en su tumba, donde Alicia está asegurando a María en sus brazos.